# 2013年1月西北太平洋氣旋
2013年1月西北太平洋氣旋是個強大的溫帶氣旋，在2013年1月14日於日本造成大雨和暴風雪，即當地的成人之日。1月13日形成於台灣東北方並吸收一個熱帶低氣壓Bising，該風暴隨即在1月14日於日本南方海面快速增強，更在1月15日於日本東方達到巔峰，氣壓降至936百帕斯卡（27.64英寸汞柱）。 之後系統減弱，1月18日晚間通過堪察加半島，1月21日消散於北海道東方。

## 氣象歷史
1月13日00:00 UTC，一個溫帶氣旋於台灣東北方生成，日本氣象廳對這發展中的低氣壓發佈烈風警報；18小時後，該風暴於九州東南方吸收了菲律賓附近形成的熱帶低氣壓。 熱帶低氣壓的殘餘提供大量熱能與水汽，使風暴快速增強並在1月14日通過日本南方海面時成為颶風級炸彈低氣壓，當日晚間估計10分鐘最大持續風速於日本東北地方東方達到80節（150每小時）。 1月15日，此位於北海道東方遠洋的強勁溫帶氣旋的氣壓降至936百帕斯卡（27.64英寸汞柱），等同相當強勁的颱風。

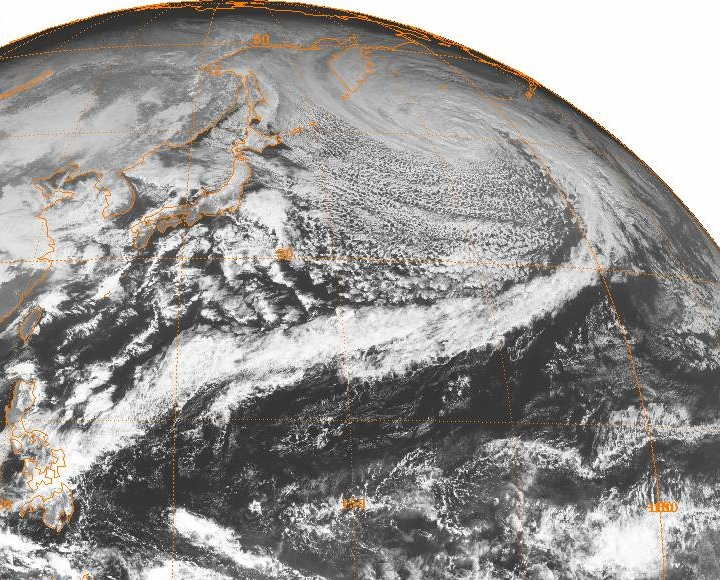
1月16日炸彈低氣壓佔據一半的西北太平洋

1月16日00:00 UTC，此溫帶氣旋開始減弱，不再是颶風級，半天後該系統在堪察加半島東南方估計10分鐘最大持續風速減弱至50節（93每小時），氣壓亦升到948百帕斯卡（27.99英寸汞柱）。 風暴於1月17日轉為西行，隔日00:00 UTC轉為烈風級。 1月18日晚間，中心通過堪察加半島南端並抵達鄂霍次克海，當時氣壓為986百帕斯卡（29.12英寸汞柱）。 此低氣壓轉為西南行並南行，1月20日橫過千島群島，最終在1月21日於北海道東方遠洋消散。

## 影響

### 日本

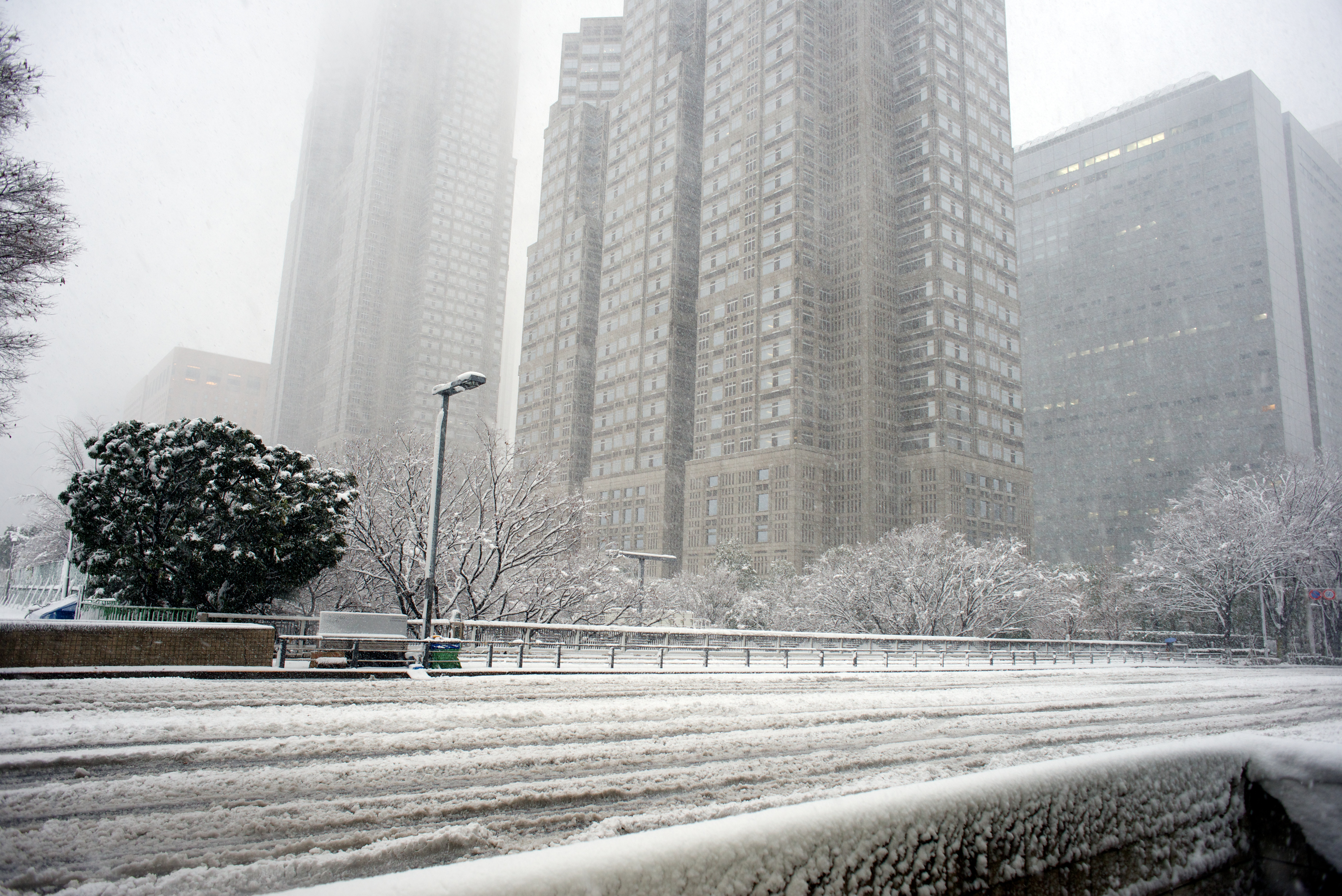
1月14日東京新宿區強烈暴風雪

此通過日本南方的強勁溫帶氣旋（媒體稱「炸彈低氣壓」或「低氣壓」）在1月14日於當地導致大雨和暴雪。東京都於9小時內降下8公分積雪，臨近的神奈川縣橫濱市降下13公分積雪，東京附近山區更有30公分積雪。
日本統計約有1600名傷者，長野縣鹽尻市一名71歲男性清理自家周圍積雪時不慎跌落排水溝而死亡。 東京晴空塔掉落大塊積雪，砸入下方民宅留下30公分的洞。
因為1月14日在2013年也是成人之日，所以許多20歲的日本年輕人得穿過暴雪參加成人之日典禮。

## 外部連結
- WIS Portal – GISC Tokyo（页面存档备份，存于）